# Thelosia truncata
Thelosia truncata är en fjärilsart som beskrevs av William Schaus 1894. Thelosia truncata ingår i släktet Thelosia och familjen silkesspinnare. Inga underarter finns listade i Catalogue of Life.